# 島津久経
島津 久経（しまづ ひさつね）は鎌倉時代中期の武将。島津氏の第3代当主。鎌倉幕府御家人。第2代当主・島津忠時の嫡男（次男）。初名は久時。

## 生涯
文永2年（1265年）、父から家督を譲られて鎌倉に赴き、有力御家人の一人として昼番衆に任じられた。建治元年（1275年）、焼失した六条八幡造立のため40貫を納め、同年元寇のために九州に戻り、筑前の守備を命じられた。弘安4年（1281年）の弘安の役では島津軍を率いて参戦し、大いに活躍して武功を挙げた。
弘安7年（1284年）、鹿児島に浄光明寺を建立する。同年4月21日、筑前の筥崎役所で死去した。享年60。墓地は鹿児島市の本立寺。または出水市野田町の感応寺。跡を子の忠宗が継いだ。
弘安の役での活躍は、『蒙古襲来絵詞』に描かれている。

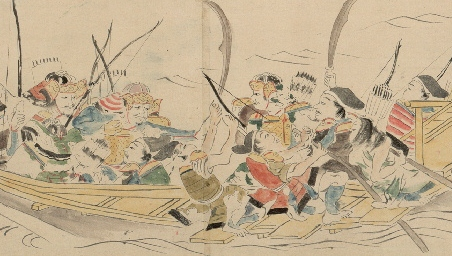
島津久経勢（蒙古襲来絵詞より）